# Акаваз
Акаваз — река в Кугарчинском районе Башкортостана. Левый приток Белой.

## География
Длина реки 13 км (от истока Сухого Акаваза). Протекает в лесах к югу от Юмагузинского водохранилища. Берёт начало у западного склона горы Ямантау (в предгорьях Южного Урала), в 11 км к северу от деревни Бикбулатово. Течёт на северо-северо-запад и впадает в Юмагузинское водохранилище в 16 км выше Юмагузинской ГЭС (965 км от устья Белой).
Нижнее течение (на территории национального парка «Башкирия») проходит в глубокой долине с высотами вблизи устья выше 200 м от уровня реки. Населённых пунктов в бассейне реки нет.
Основной приток (левый): Камея.

## Данные водного реестра
По данным государственного водного реестра России относится к Камскому бассейновому округу, водохозяйственный участок реки — Белая от водомерного поста Арский Камень до Юмагузинского гидроузла, речной подбассейн реки — Белая. Речной бассейн реки — Кама.
Код объекта в государственном водном реестре — 10010200212211100017635.